# Tony Hernández
Juan Antonio Hernández Alvarado, conhecido como Tony Hernández (nascido em 13 de junho de 1978),  é um narcotraficante hondurenho condenado,  advogado, político, membro do Partido Nacional de Honduras  e ex-deputado no Congresso Nacional de Honduras (2014–2018), representando Lempira. Ele é o irmão de Juan Orlando Hernández, que foi presidente de Honduras até 2022. Em 23 de novembro de 2018, Juan Antonio Hernández foi preso em Miami por acusações de tráfico de drogas. Em 26 de novembro de 2018, foi formalmente acusado em um tribunal federal de importar toneladas de cocaína para os Estados Unidos entre 2004 e 2016, bem como por acusações relacionadas a armas. 
Em 18 de outubro de 2019, foi considerado culpado da acusação de tráfico de drogas. 

## Vida familiar
Seus pais são Juan Hernández Villanueva e Elvira Alvarado Castillo. Ele tem 16 irmãos, incluindo Juan Orlando Hernández e Hilda Hernández  (1966–2017).